# Maladera espagnoli
Maladera espagnoli es una especie de coleóptero de la familia Scarabaeidae.

## Distribución geográfica
Habita en la España peninsular.